# Жулаев, Иван Иванович

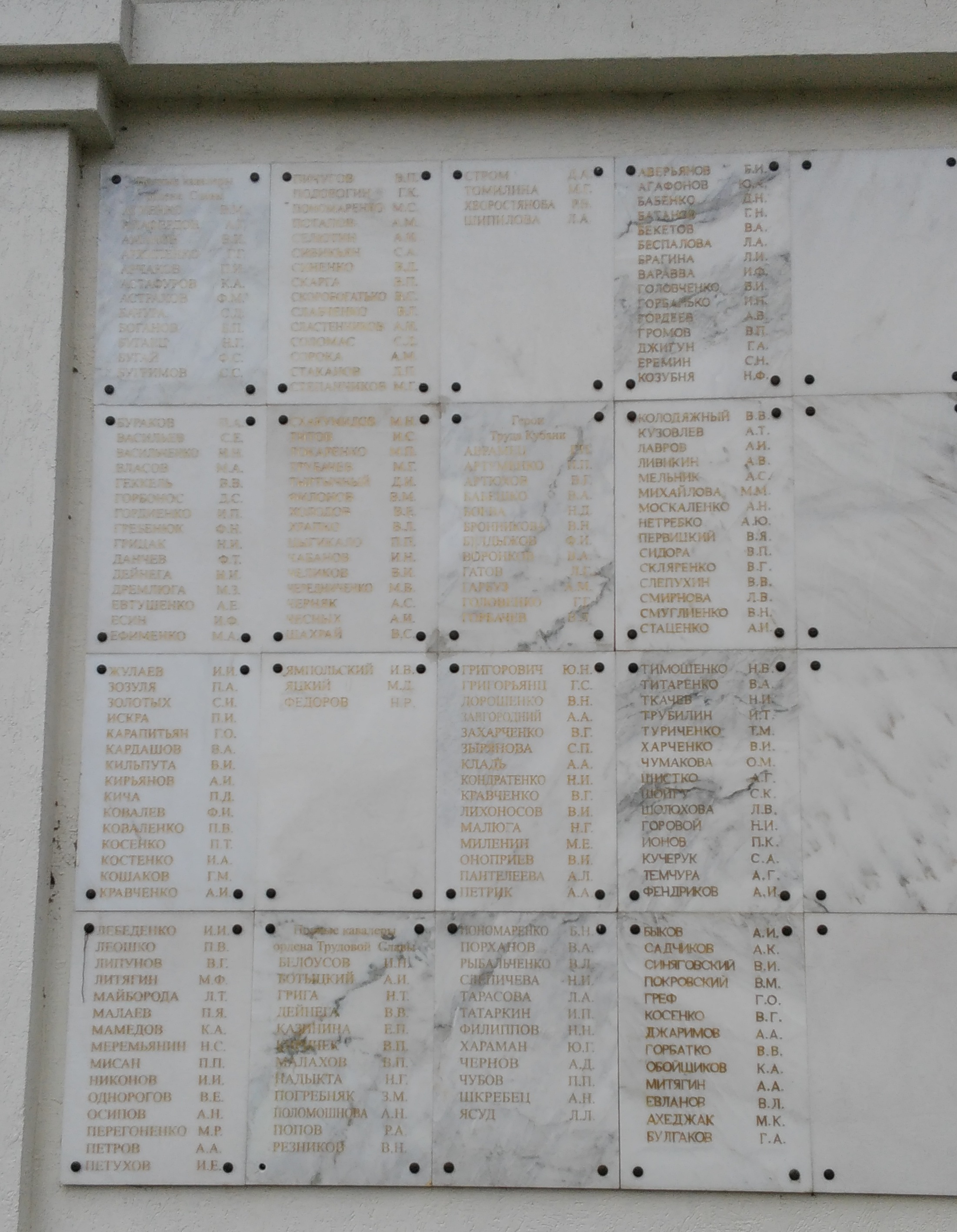
Мемориальная доска с именами полных кавалеров Ордена Славы в Краснодаре.

Иван Иванович Жулаев (1910, Краснодарский край — 17.01.1945, Калининградская область) — снайпер 1-го гвардейского стрелкового полка гвардии сержант — на момент представления к награждению орденом Славы 1-й степени.

## Биография
Родился в 1910 году в селе Георгиевское, Туапсинского района Краснодарского края,. Окончил 7 классов. Работал лесником.
В 1941 году был призван Красную Армию Туапсинским горвоенкоматом. С августа 1942 года участвовал в боях с захватчиками. Воевал на Южном, Северо-Кавказском, 4-м Украинском и 3-м Белорусском фронтах. Почти весь боевой путь прошёл в составе 1-го гвардейского стрелкового полка 2-й гвардейской стрелковой дивизии. Был командиром стрелкового отделения, снайпером.
В боях за освобождения Таманского полуострова и Крыма заслужил четыре боевые награды. 17 апреля 1943 в бою за станицу Крымская огнём из винтовки уничтожил 5 противников, был ранен, но остался в строю. В следующем бою за хутор Горищный, командуя отделением блокировал дзот, гранатами уничтожил 5 противников. Награждён медалью «За боевые заслуги».
В составе своего полка участвовал в Керченско-Эльтигенской десантной операции. 3 ноября с десантом высадился на Керченский полуостров, в боях на плацдарме огнём из снайперской винтовки истребил 26 немецких солдат и офицеров. 10 ноября 1943 года в бою за посёлок Аджи-Мушкай огнём из снайперской винтовки уничтожил 10 противников. За это бой награждён медалью «За отвагу».
В период с 23 апреля по 5 мая 1944 года в боях на подступах к городу Севастополь гвардии младший сержант Жулаев огнём из снайперской винтовки уничтожил 7 вражеских солдат. Всего к тому времени на его личном снайперском счету около 50 уничтоженных вражеских солдата. Награждён орденом орденом Отечественной войны 2-й степени.
7 мая 1944 года при штурме Сапун-горы, на подступах к городу Севастополь из снайперской винтовки уничтожил до 20 солдат и офицеров противника и 2 солдат взял в плен.
Приказом по частям 2-й гвардейской стрелковой дивизии от 18 мая 1944 года гвардии сержант Жулаев Иван Иванович награждён орденом Славы 3-й степени.
После окончания боёв в Крыму и короткого отдыха дивизия был переброшена на 1-й Прибалтийский фронт. Здесь гвардии сержант Жулаев участвовал в боях за освобождение Белоруссии и Прибалтики.
В период с 5 по 19 октября 1944 года, во время наступательных боёв на территории Литвы, гвардии сержант Жулаев огнём из снайперской винтовки уничтожил 13 противников. Был представлен к награждению орденом Отечественной войны 1-й степени.
Приказом по войскам 2-й гвардейской армии от 29 декабря 1944 года гвардии сержант Жулаев Иван Иванович награждён орденом Славы 2-й степени.
В с 22 декабря 1944 года по 16 января 1945 года, во время наступательных боёв 1-го Белорусского фронта в Восточной Пруссии гвардии сержант Жулаев огнём из снайперской винтовки уничтожил 27 немецких солдат и офицеров. 16 января находясь в засаде в районе населённого пункта Шестокен был тяжело ранен и направлен в госпиталь. Был представлен к награждению орденом Славы 1-й степени.
17 января скончался от полученных ран в полевом госпитале № 4332. Был похоронен в населённом пункте Аншлаукен, позднее перезахоронен в братской могиле в посёлке Ясная поляна Нестеровского района Калининградской области.
Указом Президиума Верховного Совета СССР 19 апреля 1945 года гвардии сержант Жулаев Иван Иванович награждён орденом Славы 1-й степени. Стал полным кавалером ордена Славы.
Награждён орденами Отечественной войны 2 степени, Славы 1-й, 2-й степеней и медалями «За отвагу» и «За боевые заслуги».